# Chersotis autumnalis
Chersotis autumnalis là một loài bướm đêm trong họ Noctuidae.